# Élections législatives bas-canadiennes de 1804
Les élections législatives bas-canadiennes de 1804 se sont déroulées du 18 juin 1804 au 6 août 1804 au Bas-Canada afin d'élire les députés de la 4e législature de la Chambre d'assemblée. 

## Chronologie
- 13 juin 1804 : Proclamation annonçant les élections générales.
- 18 juin 1804 : Émission des brefs.
- 6 août 1804 : Retour des brefs.
- 9 janvier 1805 : Ouverture de la 1re session de la 4e législature par le lieutenant-gouverneur Robert Shore Milnes.

## Résultats
| Canadiens | Bureaucrates | Non affiliés |
| 28 sièges | 17 sièges    | 5 sièges     |

### Résultats par district électoral
- Bedford : William Sturge Moore
- Buckingham n° 1 : François Legendre
- Buckingham n° 2 : Louis Proulx
- Cornwallis n° 1 : Jacques-Nicolas Perrault
- Cornwallis n° 2 : Alexandre Roy
- Devon n° 1 : Jean-Baptiste Fortin
- Devon n° 2 : François Bernier
- Dorchester n° 1 : Jean-Thomas Taschereau
- Dorchester n° 2 : John Caldwell
- Effingham n° 1 : André Nadon
- Effingham n° 2 : Thomas Porteous
- Gaspé : George Pyke
- Hampshire n° 1 : Antoine-Louis Juchereau Duchesnay
- Hampshire n° 2 : Joseph-Bernard Planté
- Hertford n° 1 : Louis Turgeon
- Hertford n° 2 : Étienne-Ferréol Roy
- Huntingdon n° 1 : Alexander Mackenzie
- Huntingdon n° 2 : Jean-Baptiste Raymond
- Kent n° 1 : François Viger
- Kent n° 2 : Pierre Weilbrenner
- Leinster n° 1 : Jean Archambault
- Leinster n° 2 : Charles-Gaspard Tarieu de Lanaudière
- Comté de Montréal n° 1 : Benjamin Joseph Frobisher
- Comté de Montréal n° 2 : Louis Roy Portelance
- Montréal-Est n° 1 : James McGill
- Montréal-Est n° 2 : Louis Chaboillez
- Montréal-Ouest n° 1 : John Richardson
- Montréal-Ouest n° 2 : Jean-Marie Mondelet
- Northumberland n° 1 : Pierre-Stanislas Bédard
- Northumberland n° 2 : Jean-Marie Poulin
- Orléans : Jérôme Martineau
- Comté de Québec n° 1 : Pierre-Amable de Bonne
- Comté de Québec n° 2 : Michel-Amable Berthelot Dartigny
- Basse-ville de Québec n° 1 : Irumberry de Salaberry
- Basse-ville de Québec n° 2 : John Young
- Haute-ville de Québec n° 1 : Jean-Antoine Panet
- Haute-ville de Québec n° 2 : William Grant
- Richelieu n° 1 : Louis Bourdages
- Richelieu n° 2 : Louis Brodeur
- Saint-Maurice n° 1 : David Monro
- Saint-Maurice n° 2 : Michel Caron
- Surrey n° 1 : Jacques Cartier
- Surrey n° 2 : Noël de Rastel de Rocheblave
- Trois-Rivières n° 1 : John Lees
- Trois-Rivières n° 2 : Louis-Charles Foucher
- Warwick n° 1 : Ross Cuthbert
- Warwick n° 2 : James Cuthbert
- William-Henry : Jonathan Sewell
- York n° 1 : Nicolas-Eustache Lambert Dumont
- York n° 2 : John Mure

## Sources
- Section historique du site de l'Assemblée nationale du Québec